# Bahnradsport-Weltmeisterschaften 1982
Die Bahnradsport-Weltmeisterschaften 1982 fanden vom 23. bis 29. August 1982 auf der Radrennbahn des „Saffron Lane Sports Centre“ im britischen Leicester statt.
Die Radrennbahn war 333 Meter lang, der Belag aus Holz. An sieben Wettkampftagen kamen rund 32.000 Zuschauer; das britische Publikum zeigte sich „begeisterungsfähig“ und „sehr fair“. Allerdings beeinträchtigte das wechselnde Wetter die Wettbewerbe; wegen Regens musste öfter unterbrochen werden, an einem Tag musste gar das Programm komplett abgesagt und auf den nächsten Tag verschoben werden.
Die Fachzeitschrift Radsport titelte indes zufrieden: „Sieben Medaillen als Ausbeute! BDR-Team zurück in Weltspitze“, das bundesdeutsche Team errang einmal Gold, viermal Silber und zweimal Bronze. Die Zeitschrift lobte das neue deutsche Trainer-Duo aus Dieter Berkmann und Udo Hempel.
Für mehrfache Aufregung sorgte der Kanadier Gordon Singleton: Er wurde Weltmeister im Keirin, obwohl drei Proteste gegen ihn erhoben worden waren. Er hatte sich in der letzten Runde von dem Deutschen Josef Kristen „abgezogen“, der am Ende nur Vierter wurde. Der Radsport konnte sich ohnehin an dieser erst seit 1980 ausgetragenen Disziplin nicht recht freuen: „Dennoch gehört es ähnlich wie das Punktefahren eher in die Sparte Unterhaltung als in die Sparte klassischer WM-Disziplinen“. Singleton war es auch, der sich im dritten Finallauf der Profi-Sprinter nach Ansicht des Radsports „fallen ließ“, als er gesehen habe, dass er keine Chance gegen Nakano habe: „Nakano wurde schließlich zum sechsten Mal Weltmeister und Singleton vergraulte auch den letzten Fan, als er sich bei der Siegerehrung nicht zu Nakano aufs Treppchen stellen wollte.“

## Resultate Frauen
| Disziplin                           | Platz | Land               | Athlet             |         |
| ----------------------------------- | ----- | ------------------ | ------------------ | ------- |
| Sprint                              | 1     | Vereinigte Staaten | Connie Paraskevin  |         |
| 24 Teilnehmerinnen aus 11 Verbänden | 2     | Vereinigte Staaten | Sheila Young       |         |
|                                     | 3     | Deutschland        | Claudia Lommatzsch |         |
| Einerverfolgung (3000 m)            | 1     | Vereinigte Staaten | Rebecca Twigg      | 3:51,95 |
| 18 Teilnehmerinnen aus 11 Verbänden | 2     | Vereinigte Staaten | Connie Carpenter   | 3:52,63 |
|                                     | 3     | Frankreich         | Jeannie Longo      | 3:56,29 |

## Resultate Männer

### Profis
| Disziplin                      | Platz | Land          | Athlet                                     |                      |
| ------------------------------ | ----- | ------------- | ------------------------------------------ | -------------------- |
| Sprint                         | 1     | Japan         | Kōichi Nakano                              | 11,00 (2.)           |
| 13 Teilnehmer aus 7 Verbänden  | 2     | Kanada        | Gordon Singleton                           | 11,16 (1.), dnf (3.) |
|                                | 3     | Frankreich    | Yavé Cahard                                |                      |
| Keirin                         | 1     | Kanada        | Gordon Singleton                           |                      |
| 14 Teilnehmer aus 9 Verbänden  | 2     | Australien    | Danny Clark                                |                      |
|                                | 3     | Japan         | Tōru Kitamura                              |                      |
| Einerverfolgung (5000 m)       | 1     | Frankreich    | Alain Bondue                               | 6:03,76              |
| 15 Teilnehmer aus 11 Verbänden | 2     | Danemark      | Hans-Henrik Ørsted                         | 6:04,19              |
|                                | 3     | Italien       | Maurizio Bidinost                          | 6:07,09              |
| Punktefahren (50 km)           | 1     | Schweiz       | Urs Freuler                                | 64 P. (1:02,44,53)   |
| 22 Teilnehmer aus 11 Verbänden | 2     | Australien    | Gary Sutton                                | 52 P.                |
|                                | 3     | Liechtenstein | Roman Hermann                              | 39 P.                |
| Steherrennen (71 km)           | 1     | Niederlande   | Martin Venix (hinter Norbert Koch)         | 1:27,43              |
| 13 Teilnehmer 6 Verbänden      | 2     | Deutschland   | Wilfried Peffgen (hinter Christian Dippel) | 413 m                |
|                                | 3     | Italien       | Bruno Vicino (hinter Domenico De Lillo)    | 423 n                |

### Amateure
| Disziplin                        | Platz | Land                                    | Athlet                                                                   | Zeit                   |
| -------------------------------- | ----- | --------------------------------------- | ------------------------------------------------------------------------ | ---------------------- |
| Sprint                           | 1     | Sowjetunion                             | Sergei Kopylow                                                           | 10,93 (1.), 11,48 (3.) |
| 55 Teilnehmer aus 25 Verbänden   | 2     | Deutschland Demokratische Republik 1949 | Lutz Heßlich                                                             | 10,93 (2.)             |
|                                  | 3     | Sowjetunion                             | Emsa Gelaschwili                                                         | 10,98 (1.), 10,89 (3.) |
| 1000-Meter-Zeitfahren            | 1     | Deutschland                             | Fredy Schmidtke                                                          | 1:05,77                |
| 27 Teilnehmer aus 26 Verbänden   | 2     | Deutschland Demokratische Republik 1949 | Lothar Thoms                                                             | 1:06,45                |
|                                  | 3     | Deutschland Demokratische Republik 1949 | Emanuel Raasch                                                           | 1:06,48                |
| Tandem                           | 1     | Tschechien                              | Ivan Kučírek/Pavel Martínek                                              | 10,40 (1.), 10,28 (2.) |
| 8 Teams aus 8 Verbänden          | 2     | Deutschland                             | Dieter Giebken/Fredy Schmidtke                                           |                        |
|                                  | 3     | Niederlande                             | Sjaak Pieters/Ton Vrolijk                                                | 11,12 (1.), 10,86 (2.) |
| Einerverfolgung (4000 m)         | 1     | Deutschland Demokratische Republik 1949 | Detlef Macha                                                             | 4:48,14                |
| 42 Teilnehmer aus 24 Verbänden   | 2     | Deutschland                             | Rolf Gölz                                                                | 4:49,98                |
|                                  | 3     | Deutschland Demokratische Republik 1949 | Mario Hernig                                                             | 4:48,37                |
| Mannschaftsverfolgung (4000 m)   | 1     | Sowjetunion                             | Konstantin Chrabzow/Alexander Krasnow/ Waleri Mowtschan/Sergei Nikitenko | 4:23,42                |
| 19 Teams aus 19 Verbänden        | 2     | Deutschland                             | Roland Günther/Gerhard Strittmatter/ Axel Bokeloh/Michael Marx           | 4:27,10                |
|                                  | 3     | Deutschland Demokratische Republik 1949 | Detlef Macha/Mario Hernig/ Gerald Buder/Volker Winkler                   | 4:26,51                |
| Punktefahren (50 km)             | 1     | Deutschland Demokratische Republik 1949 | Hans-Joachim Pohl                                                        | 49 P.                  |
| 52 Teilnehmer aus 26 Verbänden   | 2     | Danemark                                | Michael Marcussen                                                        | 36 P.                  |
|                                  | 3     | Osterreich                              | Karl Krenauer                                                            | 27 P.                  |
| Steherrennen (Finale über 50 km) | 1     | Niederlande                             | Gaby Minneboo (hinter Bruno Walrave)                                     | 43:03,63               |
| 16 Teilnehmer aus 7 Verbänden    | 2     | Niederlande                             | Mattheus Pronk (hinter Norbert Koch)                                     | + 10 Meter             |
|                                  | 3     | Deutschland                             | Rainer Podlesch (hinter Peter Schindler)                                 | # 170 m                |